# Константа Рамануджана — Зольднера

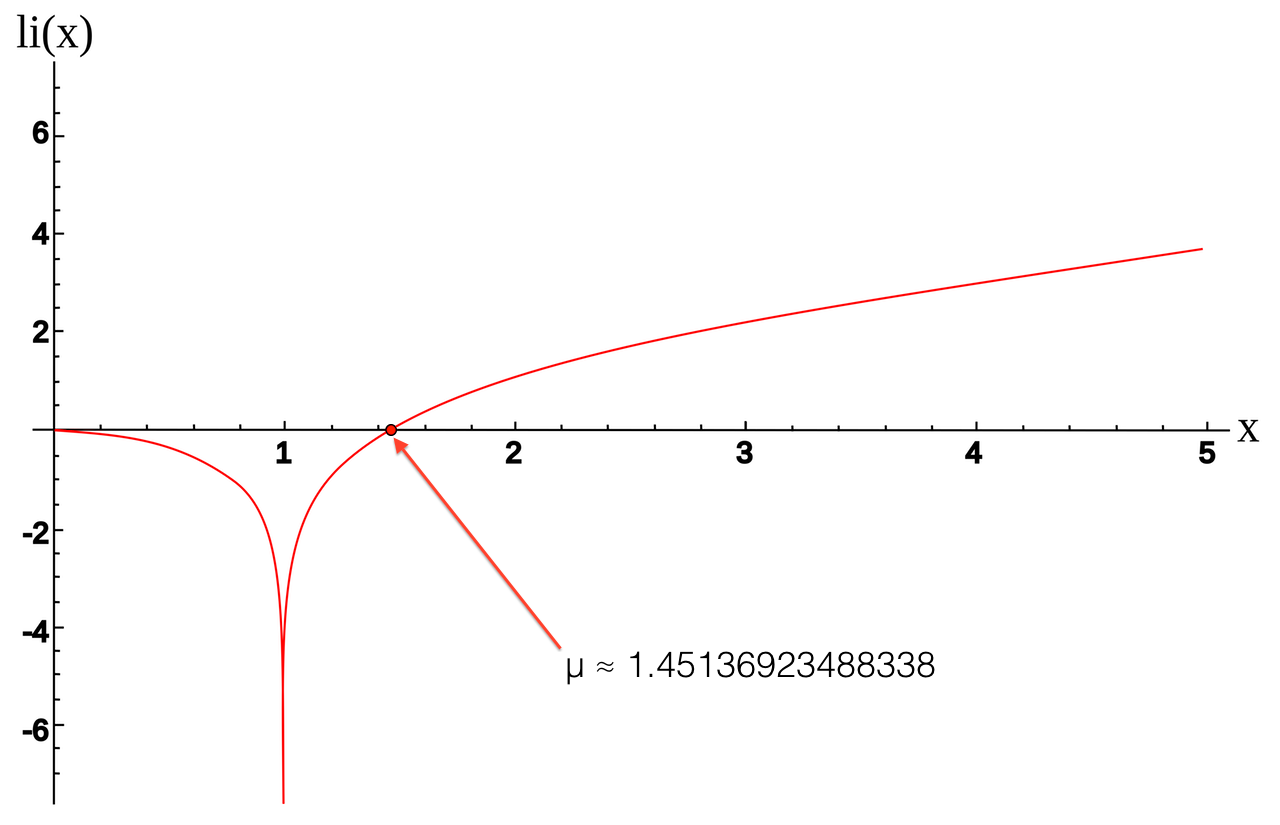
Константа Рамануджана — Зольднера на графике интегрального логарифма.

Константа Рамануджана — Зольднера (также константа Зольднера) это значение единственного положительного корня интегрального логарифма. Названа в честь Рамануджана и Зольднера.
Её значение равно примерно μ ≈ 1.45136923488338105028396848589202744949303228… последовательность A070769 в OEIS.
Поскольку интегральный логарифм определён как
{\displaystyle \mathrm {li} (x)=\int _{0}^{x}{\frac {dt}{\ln t}},}
верно
{\displaystyle \mathrm {li} (x)\;=\;\mathrm {li} (x)-\mathrm {li} (\mu )}
{\displaystyle \int _{0}^{x}{\frac {dt}{\ln t}}=\int _{0}^{x}{\frac {dt}{\ln t}}-\int _{0}^{\mu }{\frac {dt}{\ln t}}}
{\displaystyle \mathrm {li} (x)=\int _{\mu }^{x}{\frac {dt}{\ln t}},}
Это облегчает вычисление интеграла.  Поскольку интегральная показательная функция удовлетворяет равенству
{\displaystyle \mathrm {li} (x)\;=\;\mathrm {Ei} (\ln {x}),}
то единственный положительный корень интегральной показательной функции равен натуральному логарифму константы Рамануджана. Его величина ln(μ) ≈ 0.372507410781366634461991866… последовательность A091723 в OEIS.